# Pontedeva
Pontedeva és un municipi de la província d'Ourense a Galícia. Pertany a la comarca d'A Terra de Celanova. Limita al nord amb Cortegada, al sud amb Padrenda,a l'oest amb Crecente i a l'oest amb Gomesende.
| 1.296 | 1.161 | 1.429 | 868 | 647 |
| Fonts: INE i IGE (Els criteris de registre censal variaren i les dades de l'INE i de l'IGE poden no coincidir.) |       |       |     |     |